# Canton de Lédignan
Le canton de Lédignan est une ancienne division administrative du département du Gard, dans l'arrondissement d'Alès.

## Composition
| Nom                   | Code Insee | Intercommunalité      | Superficie (km2) | Population (dernière pop. légale) | Densité (hab./km2) |
| --------------------- | ---------- | --------------------- | ---------------- | --------------------------------- | ------------------ |
| Lédignan (chef-lieu)  | 30146      | CC du Piémont Cévenol | 6,93             | 1 431 (2014)                      | 206                |
| Aigremont             | 30002      | CC du Piémont Cévenol | 12,55            | 727 (2014)                        | 58                 |
| Boucoiran-et-Nozières | 30046      | CA Alès Agglomération | 14,52            | 878 (2014)                        | 60                 |
| Cardet                | 30068      | CC du Piémont Cévenol | 8,29             | 854 (2014)                        | 103                |
| Cassagnoles           | 30071      | CC du Piémont Cévenol | 5,19             | 421 (2014)                        | 81                 |
| Domessargues          | 30104      | CA Nîmes Métropole    | 7,32             | 671 (2014)                        | 92                 |
| Lézan                 | 30147      | CA Alès Agglomération | 9,54             | 1 593 (2014)                      | 167                |
| Maruéjols-lès-Gardon  | 30160      | CC du Piémont Cévenol | 3,82             | 238 (2014)                        | 62                 |
| Massanes              | 30161      | CA Alès Agglomération | 1,64             | 194 (2014)                        | 118                |
| Mauressargues         | 30163      | CA Nîmes Métropole    | 5,85             | 147 (2014)                        | 25                 |
| Saint-Bénézet         | 30234      | CC du Piémont Cévenol | 6,30             | 272 (2014)                        | 43                 |
| Saint-Jean-de-Serres  | 30267      | CA Alès Agglomération | 8,26             | 525 (2014)                        | 64                 |

## Histoire
De 1833 à 1848, les cantons d'Anduze et de Lédignan avaient le même conseiller général. Le nombre de conseillers généraux était limité à 30 par département.

## Photo du canton

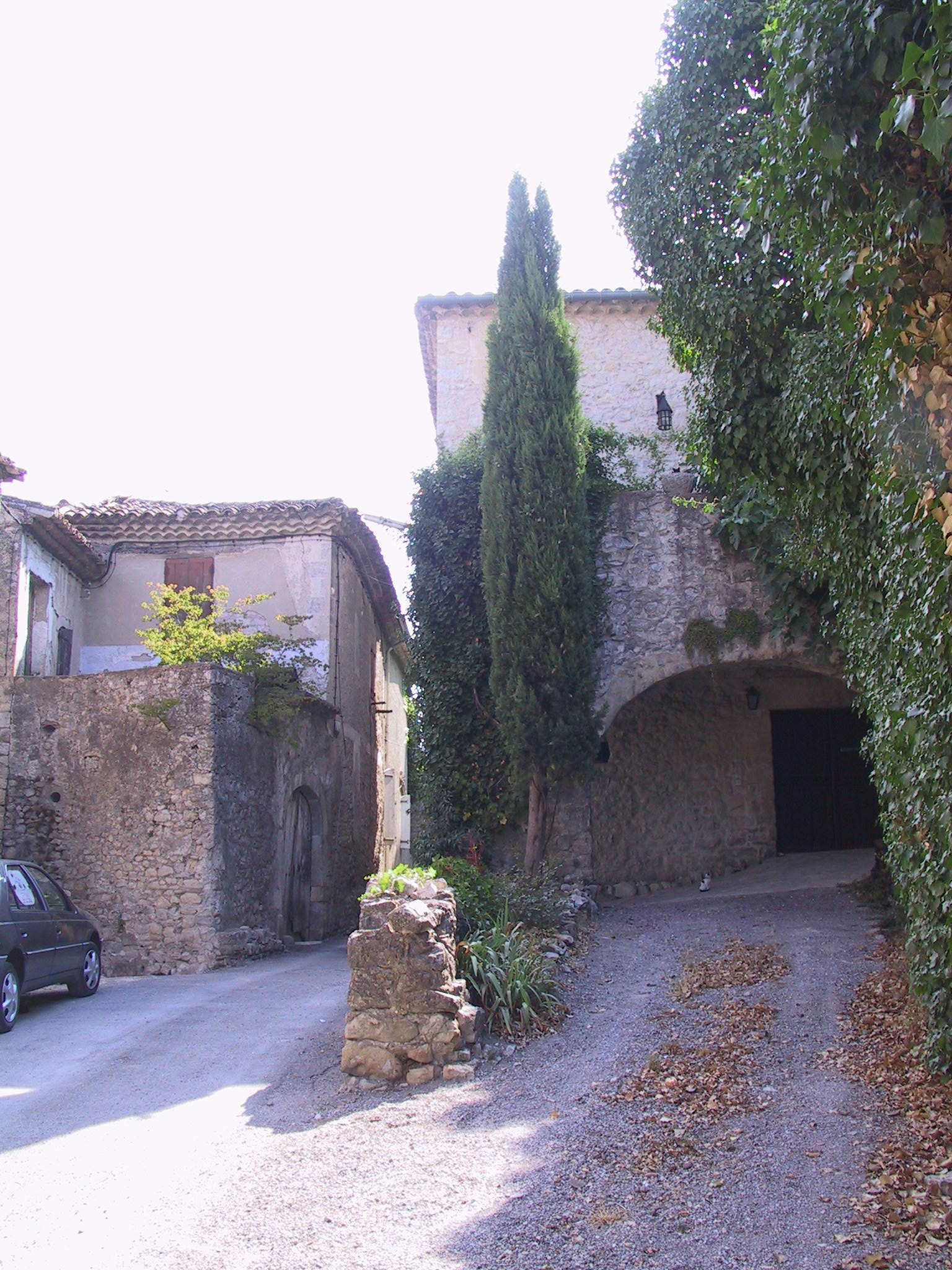
Maruéjols-lès-Gardon

## Représentation

### Juges de paix
- 1816-1833 : Jean-Pierre Valère[2]
- 1833-1840 : Henri Randon[3]
- 1840-1870 : Paul Béchard[4]
- 1870-1871 : ? Carrion[5]
- 1871-1880 : Alfred Gautier[6]
- 1880-1884 : Frédéric Martin[7]
- 1884-1902 : Léopold Clauzel[8]
- 1902-1907 : Edmond Say[9]
- 1907-1908 : Louis Serrière[10]
- 1908-1924 : Jean-Ulysse Fosse[11]

### Conseillers d'arrondissement (de 1833 à 1940)
| Période                                  | Période          | Identité                      | Étiquette                        | Qualité |
| ---------------------------------------- | ---------------- | ----------------------------- | -------------------------------- | --- |
| 1833                                     | 1839             | Denis de Chapel               |                                  | Propriétaire, ancien maire d'Alais                                                                          |
| 1839                                     | 1845 (décès)     | Louis-Joseph Gardiès-Renouard |                                  | Avocat, propriétaire foncier à Alais                                                                        |
| 1845                                     | 1848             | Paul Béchard                  |                                  | Juge de paix du canton                                                                                      |
| 1848                                     | 1852             | Eugène Ducamp                 | Fouriériste Démocrate-socialiste | Avocat au barreau d'Alais, maire de Cassagnoles                                                             |
| 1852                                     | 1861             | Jacques Floutier              |                                  | Propriétaire, maire de Lédignan                                                                             |
| 1861                                     | 1871             | Jacques Gautier               |                                  | Maire de Cassagnoles, juge de paix du canton de 1871 à 1880                                                 |
| 1871                                     | 1885 (démission) | Auguste Thérond               | Républicain                      | Propriétaire à Boucoiran                                                                                    |
| 1885                                     | 1892             | Eugène Thérond                | Républicain                      | Propriétaire à Boucoiran                                                                                    |
| 1892                                     | 1904             | Ulysse Chantegrel             | Radical                          | Propriétaire, maire de Boucoiran                                                                            |
| 1904                                     | 1919             | Auguste Granaud               | Radical                          | Agriculteur, maire de Lédignan,                                                                             |
| 1919                                     | 1940 (décès)     | Ulysse Laporte (1866-1940)    | SFIO puis PC-SFIC                | Cultivateur à Boucoiran, déchu de son mandat en 1940 (décret Daladier                                       |
| 1940                                     |                  |                               |                                  | Les conseils d'arrondissement ont été suspendus par la loi du 12 octobre 1940 et n'ont jamais été réactivés |
| Les données manquantes sont à compléter. |                  |                               |                                  | |

### Conseillers généraux
| Période | Période          | Identité                                                                    | Étiquette         | Qualité |
| ------- | ---------------- | --------------------------------------------------------------------------- | ----------------- | --- |
| 1833    | 1845             | Baron Fortuné Reynaud de Bologne de Lascours                                |                   | Pair de France, maréchal-de-camp Propriétaire à Boisset-et-Gaujac |
| 1845    | 1848             | Ernest Rodier de la Bruguière (1800-1887)                                   |                   | Propriétaire à Anduze |
| 1848    | 1870             | Alfred Gardies                                                              |                   | Propriétaire, maire de Maruéjols-lès-Gardon |
| 1870    | 1883             | Louis-Edmond Claris                                                         | Républicain       | Propriétaire, militaire, Sénateur (1885-1894) |
| 1883    | 1898 (démission) | Jules Delon-Soubeiran                                                       | Rad.              | Ancien officier - Viticulteur et marchand de vin Conseiller municipal de Nîmes Député (1898-1900) |
| 1898    | 1913             | Bertrand Lauze                                                              | Rad.              | Docteur en médecine Maire de Lézan (1892-1919) |
| 1913    | 1940             | Auguste Béchard                                                             | SFIO puis PC-SFIC | Ouvrier agricole Maire de Lédignan Député (1936-1940) Déchu de ses mandats en 1940 (décret Daladier) |
|         |                  |                                                                             |                   | |
| 1942    | 1945             | Jean Paux (1880-1961)                                                       |                   | Propriétaire Président de la délégation spéciale de Cardet Nommé conseiller départemental en 1942 |
|         |                  |                                                                             |                   | |
| 1945    | 1949             | Fernand Peyron                                                              | PCF               | Menuisier à Alès |
| 1949    | 1961             | Léon Castanet                                                               | SFIO              | Instituteur puis directeur d'école, maire d'Aigremont (1945-1961) Président de la Commission départementale (1951-1957) Président du Conseil général (1957-1961) Député (1928-1936) |
| 1961    | 1981 (décès)     | Francis Perrigot (1912-1981)                                                | SFIO puis PS      | Secrétaire Général Mairie de Nîmes Maire d'Aigremont (1961-1981) |
| 1981    | 2015             | Françoise Laurent-Perrigot (fille du précédent, petite-fille de L.Castanet) | PS                | Cadre administratif Sénatrice du Gard (2008-2014) Maire d'Aigremont (1985-2010) Conseiller municipal d'Aigremont depuis 2010 Présidente de la Communauté de communes autour de Lédignan jusqu'en 2012 Vice-président du Conseil général (1984-2011 et 2015- ) Conseiller Régional 1998-1999 Elue en 2015 dans le Canton de Quissac |

## Démographie
| 1962  | 1968  | 1975  | 1982  | 1990  | 1999  | 2006  | 2011  | 2012  |
| ----- | ----- | ----- | ----- | ----- | ----- | ----- | ----- | ----- |
| 4 166 | 3 949 | 3 849 | 4 019 | 4 665 | 5 391 | 6 821 | 7 792 | 7 862 |